# Грязный хищнец
Грязный хищнец, или ряженый хищнец, или редувий ряженый (лат. Reduvius personatus) — вид клопов из семейства хищнецов.

## Описание

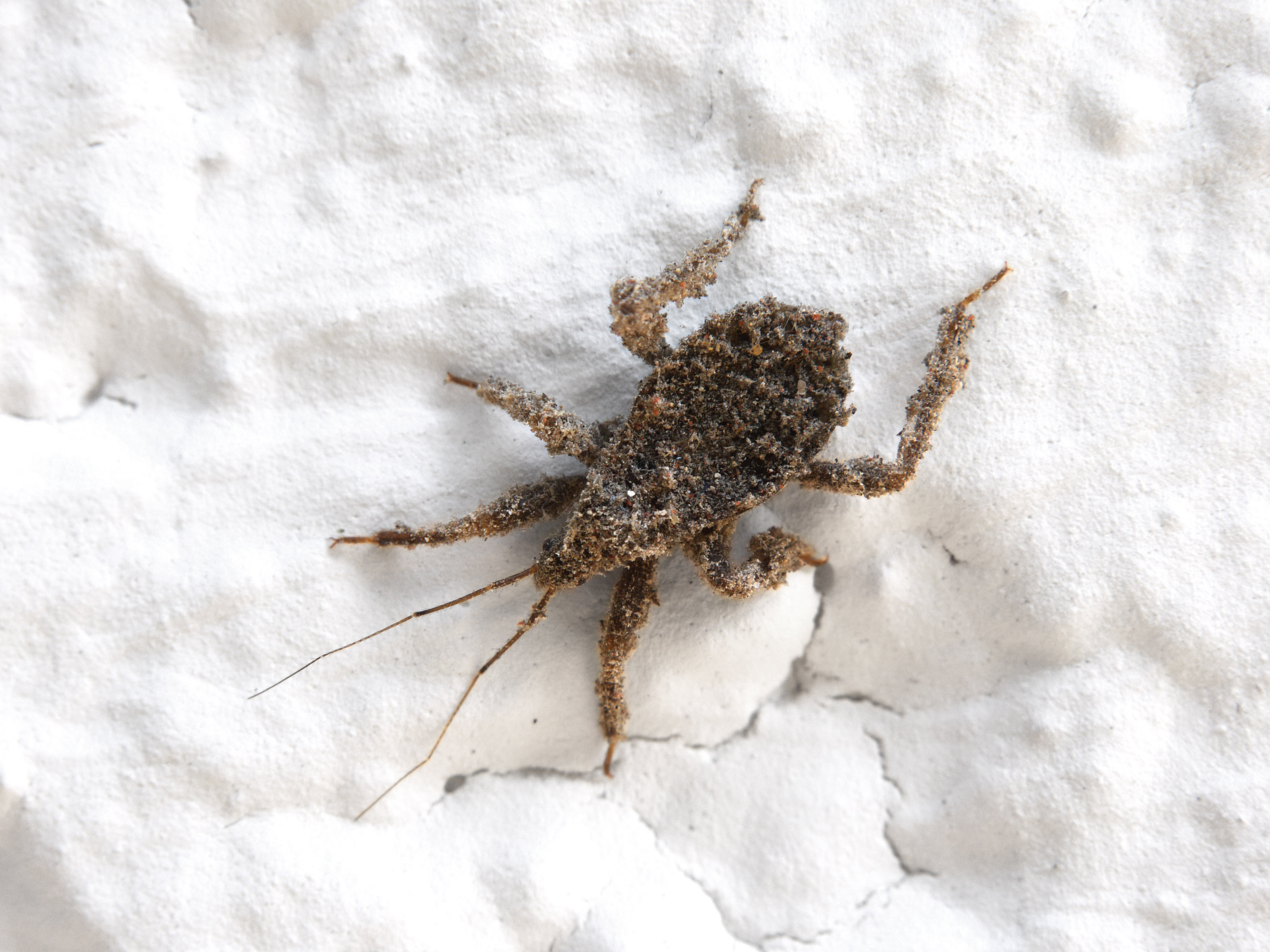
Нимфа для маскировки покрывает себя пылью.

Крупный клоп, длиной 16—19 мм. Окраска бурая или почти чёрная, с красноватыми ногами. Небольшая голова с достаточно большими глазами, хоботок относительно длинный. Усики длинные, покрыты тонкой щетиной волосков.

## Биология
Хищник, питается мелкими беспозвоночными животными. Активен преимущественно в ночное время. Личинка также хищник.

## Ареал
Распространён главным образом в тропиках и субтропиках, реже в умеренных поясах.
Родиной считается Африка, но стал синантропным видом и вместе с человеком широко расселился, заселив Европу, Канаду и восточные штаты Северной Америки.